# Orthosie
Orthosie (XXXV, S/2001 J9) är en av Jupiters månar. Den upptäcktes 2001 av en grupp astronomer vid University of Hawaii. Orthosie är cirka 2 kilometer i diameter och roterar kring Jupiter på ett avstånd av cirka 20 568 000 kilometer.